# 第2次キャメロン内閣
第2次キャメロン内閣（だいにじきゃめろんないかく）は、2015年5月7日に実施された庶民院議員総選挙の結果を受けて、デーヴィッド・キャメロンが首相に任命され、組閣したイギリスの内閣である。前第1次キャメロン第2次改造内閣までは、保守党と自由民主党の連立政権であったが、総選挙での勝利により、保守党単独政権となった。
2016年6月に実施された欧州連合からイギリスが離脱するか残留するかの是非を問う国民投票の結果を受けて、キャメロン首相は新しい保守党党首が選出された後に首相を辞する考えを示した。キャメロン首相は7月13日に辞任し、キャメロン内閣で内務大臣を務めていたテリーザ・メイが新たな首相に就任することが2016年7月11日に発表された。

## 概説
キャメロン首相は、財務大臣にジョージ・オズボーン、内務大臣にテリーザ・メイ、外務・英連邦大臣にフィリップ・ハモンド、そして国防大臣にマイケル・ファロンを留任させる閣僚人事を、2015年5月8日の午後に発表した。オズボーンは、前内閣でウィリアム・ヘイグが保持していた名誉職である筆頭国務大臣の称号を与えられた。
他の閣僚人事については、当週内に発表された。前内閣でコミュニティー大臣を務めたエリック・ピックルズは内閣を去り、ナイトの爵位を授与された。現内閣では、ピックルズに代わり、グレッグ・クラークが同大臣職を務める。マイケル・ゴーヴは、クリス・グレイリングに代わって、司法大臣に転任した。グレイリングは新たに庶民院院内総務となった。
複数の空席となっている閣僚ポストは、以前、自由民主党が担っていたが、後に保守党の大臣によって、空席を埋められた。すなわち、ビジネス大臣、エネルギー大臣、スコットランド大臣、財務省主席担当官の各大臣には、サジード・ジャビド、アンバー・ラッド、デービッド・マンデル、グレッグ・ハンズが、それぞれ就いたほか、ジャビドが前任者の文化大臣にはジョン・ウィッティングデールが就いた。
マシュー・ハンコックが新しい内閣府担当大臣に就いた一方、マーク・ハーパーはゴーヴに代わって院内幹事に就任した。アナ・スーブリは、小規模ビジネス・産業・事業担当大臣に任命された。また、プリティ・パテルは新しい雇用担当大臣に任命され、ロバート・ハルフォンは無任所大臣となった。

## 閣僚
| 役職                                                                          | 画像 | 大臣                                          | 任期                                           | 備考 |
| ----------------------------------------------------------------------------- | ---- | --------------------------------------------- | ---------------------------------------------- | --- |
| 首相 第一大蔵卿 行政機構担当大臣 （保守党党首）                               |      | デイヴィッド・キャメロン MP                   | 2010年5月11日 -                                | 留任 |
| 財務大臣 第二大蔵卿 筆頭国務大臣                                              |      | ジョージ・オズボーン MP                       | 2010年5月12日 - 2010年5月11日 - 2015年5月8日 - | 留任 |
| 内務大臣                                                                      |      | テリーザ・メイ MP                             | 2010年5月12日 -                                | 留任 |
| 外務・英連邦大臣                                                              |      | フィリップ・ハモンド MP                       | 2014年7月15日 -                                | 留任 |
| 国防大臣                                                                      |      | マイケル・ファロン MP                         | 2014年7月15日 -                                | 留任 |
| 司法大臣 大法官                                                               |      | マイケル・ゴーヴ MP                           | 2015年5月8日 - 2015年5月9日 -                  | 財務政務次官、庶民院院内幹事から転任 |
| 庶民院院内総務 枢密院議長                                                     |      | クリス・グレイリング MP                       | 2015年5月9日 - 2015年5月8日 -                  | 大法官、司法大臣から転任 |
| 教育大臣 女性・平等担当大臣                                                   |      | ニッキー・モーガン MP                         | 2014年7月15日 - 2014年4月9日 -                 | 留任 |
| 貴族院院内総務 王璽尚書                                                       |      | ストウェル・オブ・ビーストン女男爵 MBE PC     | 2014年7月15日 - 2014年7月15日 -                | 留任 |
| エネルギー・気候変動大臣                                                      |      | アンバー・ラッド MP                           | 2015年5月11日 -                                | 新任 |
| ビジネス・イノベーション・職業技能大臣                                        |      | サジド・ジャヴィド MP                         | 2015年5月11日 -                                | 文化・メディア・スポーツ大臣から転任 |
| 文化・メディア・スポーツ大臣                                                  |      | ジョン・ウィッティングデール OBE MP           | 2015年5月11日 -                                | 新任 |
| 労働・年金大臣                                                                |      | イアン・ダンカン・スミス MP                   | 2010年5月12日 -                                | 留任 |
| 交通大臣                                                                      |      | パトリック・マクローリン MP                   | 2012年9月4日 -                                 | 留任 |
| 環境・食糧・農村大臣                                                          |      | リズ・トラス MP                               | 2014年7月15日 -                                | 留任 |
| コミュニティー・地方政府大臣                                                  |      | グレッグ・クラーク MP                         | 2015年5月11日 -                                | ビジネス・イノベーション・職業技能閣外大臣 （大学・科学・都市担当）から転任                                                                    |
| 国際開発大臣                                                                  |      | ジャスティン・グリーニング MP                 | 2012年9月4日 -                                 | 留任 |
| 保健大臣                                                                      |      | ジェレミー・ハント MP                         | 2012年9月4日 -                                 | 留任 |
| 北アイルランド大臣                                                            |      | テリーザ・ヴィリアーズ MP                     | 2012年9月4日 -                                 | 留任 |
| ウェールズ大臣                                                                |      | スティーヴン・クラブ MP                       | 2014年7月15日 -                                | 留任 |
| スコットランド大臣                                                            |      | デイヴィッド・マンデル MP                     | 2015年5月11日                                  | 新任 |
| ランカスター公領大臣                                                          |      | オリヴァー・レトウィン MP                     | 2014年7月15日 -                                | 留任 |
| 無任所大臣                                                                    |      | ロバート・ハルフォン MP                       | 2015年5月11日 -                                | 新任 |
| 下記の役職者も閣議に出席                                                      |      |                                               |                                                | |
| 財務政務次官 庶民院院内幹事                                                   |      | マーク・ハーパー MP                           | 2015年5月9日 -                                 | 新任 |
| 財務省主席担当官                                                              |      | グレッグ・ハンズ MP                           | 2015年5月11日 -                                | 新任 |
| 内閣府担当大臣 財務省主計長官                                                 |      | マット・ハンコック MP                         | 2015年5月11日 -                                | ビジネス・イノベーション・職業技能閣外大臣 （ビジネス・事業担当）、エネルギー・気候変動閣外大臣 （エネルギー担当）、ポーツマス担当大臣から転任 |
| 外務・英連邦閣外大臣 （外務担当）                                             |      | アンリー・オブ・セント・ジョンズ女男爵 DBE PC | 2014年8月6日 -                                 | 留任 |
| ビジネス・イノベーション・職業技能閣外大臣 （小規模ビジネス・産業・事業担当） |      | アナ・スーブリ MP                             | 2015年5月11日 -                                | 新任 |
| 労働・年金閣外大臣 （雇用担当）                                               |      | プリティ・パテル MP                           | 2015年5月11日 -                                | 新任 |
| 下記の役職者も必要に応じて閣議に出席                                          |      |                                               |                                                | |
| 法務長官                                                                      |      | ジェレミー・ライト QC MP                      | 2014年7月15日 -                                | 留任 |

※略称については以下を参照
- MP 「Member of Parliament」を略した称号。　（下院議員）
- PC 「Privy Councilor」を略した称号。（枢密顧問官）
- QC 「Queen's Counsel」を略した称号。（王室顧問弁護士、勅選弁護士[5]）